# 入江正徳
入江 正徳（いりえ まさのり、1927年3月13日 - ）は、日本の元俳優。本名は同じ。
鳥取県出身。東京俳優生活協同組合に所属していた。血液型はO型。

## 人物
1953年、舞台芸術学院本科4期を卒業し、同年5月に劇団泉座に入団。1955年、舞芸座に移籍。1958年、劇団仲間入団。1961年に劇団仲間を退団し、俳協所属。
声はバリトン。テレビドラマや映画・Vシネマに出演し活躍。主な出演作品として、NHK『北条時宗』『憲法はまだか』『怒れ!求馬』『父帰る』、NHK教育『さわやか3組』、『太陽にほえろ！』など多数。
2008年に引退した。

## 出演

### テレビドラマ

#### NHK
- NHK劇場 / 三十六人の乗客
- 大河ドラマ（NHK）
  - 勝海舟（1974年） - 与力松山
  - 獅子の時代（1980年） - 町人
  - おんな太閤記（1981年） - 毛利輝元
  - 峠の群像（1982年） - 侍
  - 徳川家康（1983年） - 織田彦五郎
  - 山河燃ゆ（1984年） - 役人
  - 独眼竜政宗（1987年） - 古田織部
  - 北条時宗（2001年）
- NHK特集 / 日本の戦後（1978年）
  - 第9回「老兵は死なず」
  - 第10回「オペラハウスの日章旗」
- 土曜ドラマ
  - 阿修羅のごとく パート2 第3話「じゃらん」（1980年）
  - 戦後史実録シリーズ 空白の900分 -国鉄総裁怪死事件-（1980年）
  - けものみち（1982年） - 香川総裁
- 男子の本懐（1981年）
- ポーツマスの旗（1981年）

#### NTV
- ダイヤル110番 第190話「橋の上」（1961年）
- 夫婦百景 第343話「宿かり夫婦」（1964年）
- 月曜スター劇場 / 冬物語 第22話「残された時間」（1973年） - 教授
- 土曜日の女シリーズ
  - 明日に喪服を 第1話（1973年）
  - 天使が消えていく（1973年）
- 太陽にほえろ!（1973年）
- 伝七捕物帳 第2話「鬼娘の涙」（1973年）
- 白い牙 第17話「ホンコン慕情」（1974年）
- おんな浮世絵・紅之介参る! 第13話「夕映え子守唄」（1974年）
- 俺たちの勲章（1975年）
- 俺たちの旅
  - 第11話「男はみんなロマンチストなのです」（1975年）
  - 第33話「妹の涙をある日見たのです」（1976年） - 朝子の兄
- 大都会シリーズ
  - 大都会 闘いの日々（1976年）
  - 大都会 PARTII 第35話（1977年） - 宝石店店長
  - 大都会 PARTIII（1979年）
- 俺たちの祭 第4話「遠い光」（1977年）
- 新五捕物帳
  - 第9話「涙を背負った赤ん坊」（1977年）
  - 第20話「明日に咲いた男花」（1978年）
  - 第80話「千羽鶴の女」（1979年）
  - 第82話「小さな瞳の涙」（1979年）
  - 第120話「寺小屋騒動」（1980年）
  - 第124話「子が結ぶ夫婦仲」（1980年）
  - 第134話「あしたの詩」（1981年）
  - 第166話「はかなき百両の恋」（1981年）
  - 第177話「日陰に咲いた父子草」（1982年）
- 金曜劇場 / 消えた巨人軍（1978年） - 岐阜羽鳥駅駅長
- 西遊記（1978年、NTV）
  - パート1 第6話「悟空破門! 三妖怪の罠」（1978年）
  - パート2 第10話「河童の国の悟浄の恋」（1980年）
- ゆうひが丘の総理大臣 第9話「淋しさなんかに負けません!」（1978年）
- 熱中時代 第24話「3年4組「フィーバーズ」二連敗」（1979年） - 3年4組児童の父親
- 土曜グランド劇場
  - 池中玄太80キロ パートI 第3話「やったぜ!特ダネ」（1980年）
  - 事件記者チャボ! 第7話「チャボが結婚詐欺!?冗談でしょう」（1983年） - 木戸支局長
- 木曜ゴールデンドラマ（YTV）
  - 東京大地震マグニチュード8.1（1980年）
  - ガラスの階段（1983年）
- プロハンター 第9話「怪盗vs探偵」（1981年）
- 火曜サスペンス劇場 （NTV）
  - 誰かが殺意を（1982年）
  - 原子炉の蟹（1987年） - 能代多一
  - 弁護士・朝日岳之助 第6作「顔の見えない殺人者（1995年1月10日） - 地裁裁判長
- 女たちの大坂城（1983年、YTV）
- 刑事物語'85（1985年、NTV)

#### TBS
- 東芝日曜劇場
  - ある夜の殿様（1961年） - 客
  - 雪崩の行方（1965年）
  - 女と味噌汁
    - その22（1972年）
    - その23（1972年） - 中川
    - その33（1976年） - 山田
    - その34（1976年）

  - 指（1979年）
  - 朝の台所 第1作（1980年）
  - 春の希い（1982年）
- アジアの曙（1964年）
- ウルトラシリーズ
  - ウルトラQ 第24話「ゴーガの像」（1966年） - 対策本部員・早田
  - ウルトラマン80 第11話「恐怖のガスパニック」（1980年） - 医師
- 青空にとび出せ! 第6話「ピンキーと五月人形」（1969年）
- 柔道一直線 第44話「右京、おれと勝負だ!」（1970年）
- サインはV 第45話（1970年）
- 天皇の世紀 第一部 第13話「壊滅」（1971年） - 松平大炊頭
- アイフル大作戦 第31話「メロメロ!お色気大作戦」（1973年）
- 風の中のあいつ 第3話「初旅の詩」（1973年）
- 華麗なる一族（1974年 - 1975年、MBS） - 万俵敬介（声のみ）
- 赤いシリーズ（大映テレビ）
  - 赤い迷路（1974年 - 1975年） [3]
  - 赤い運命 第13話「ひとりぼっちの我が娘」（1976年）
  - 赤い絆 第4話「あなたの愛をありがとう」（1977年）
  - 赤い魂 第19話「偽りと思い定めた恋が今…」（1980年）
- 夜明けの刑事 第31話「学校の先生の秘密!!」（1975年）
- 刑事くん 第4部 第18話「秋、ふたりの涙」（1976年）
- 光る崖（1977年）
- 腐蝕の構造（1977年、MBS）
- 人間の証明（1978年、MBS） - ホテル支配人
- 横溝正史シリーズII / 仮面劇場（1978年）
- 人はそれをスキャンダルという（1978年）
  - 第1話
  - 第6話「夫婦とは?」
- 森村誠一シリーズII / 野性の証明（1979年、MBS） - パーティー会場の招待客
- 熱い嵐（1979年）
- 江戸を斬るIV 第7話「初恋が解いた殺しの鍵」（1979年）
- Gメン'75
  - 第236話「国会議員宿舎の連続強盗事件」−矢部竜造議員（1979年）
  - 第297話「ラッシュアワーに動く指」（1981年）
  - 第301話「盗まれた女たち PART2」−医師（1981年）
  - 第341話『サンタクロース殺人事件』−現場指揮官（1982年）
  - 第350話「壁の中の赤い殺意」−手術医（1982年）
- Gメン'82
  - 第4話「悪魔の電話」−署長（山手署鈴木署長）（1982年）
  - 第12話「白バイVSカーアクション殺人事件」−医師（1983年）
- 金曜ドラマ / 突然の明日（1980年）
- 噂の刑事トミーとマツ 第1シリーズ（1980年）
- 日立スペシャル / 曠野のアリア（1980年） - 青柳教授
- 空よ海よ息子たちよ（1981年）
- 玉ねぎむいたら… 第6話「盗まれた免許皆伝」（1981年）
- 秘密のデカちゃん 第1話「秘密ヒミツ! 今夜の出来ごと」（1981年、大映テレビ） - 沢田守雄（警察学校校長）
- ガラスの知恵の輪 第3話（1982年）
- ザ・サスペンス
  - 惨事 バスガイドの殺意（1982年）
  - 偽造の太陽（1982年）
  - 開き過ぎた扉（1983年）
- 聖母たちの行進（1983年）
- シリーズ・水曜の女 / 偽装結婚（1983年、MBS）
- 花王 愛の劇場 / 黒革の手帖
- 天までとどけ（1991年）
- 水戸黄門
  - 第21部 第19話「恋を実らす占い合戦・龍野」（1992年）- 竹村武左衛門
  - 第22部 第7話「悲願叶えた夢花火・岡崎」（1993年）- 横田将監
  - 第24部 第15話「仇を探す飴売り娘・熊本」（1995年）- 立花大炊介
  - 第25部 第39話「孫が救った献上酒・会津」（1997年）- 松中彦左衛門

#### CX
- 新三菱ダイヤモンド劇場 / 直木賞シリーズ 第15回、第16回「馬淵川（前編、後編）」（1960年）
- ちょっと奥さま（1962年）
- 剣客商売 第16話「御老中毒殺」（1973年）
- 科学捜査官 第14話（1974年、KTV）
- 逢えるかも知れない 第20話（1976年）
- 燃えよ!ダルマ大臣・高橋是清伝（1976年）
- あかんたれ（1976年、THK）
- ご存知!女ねずみ小僧 第10話「あじさいは七変化」（1977年） - 目付
- 怪人二十面相 第25話「大逆転! 二十面相対明智 最後の対決」（1977年）
- 土曜劇場 / 魂の試される時 第7話（1978年）
- 白い巨塔（1978年）
- ゴールデンドラマシリーズ / 飢餓海峡
- 大空港 第31話「地下水道の銃撃戦! 死の逃亡者」（1979年） - 医師
- 平岩弓枝ドラマシリーズ
  - 江戸紫の女（1979年）
  - 日本のおんなシリーズII 天の花地の星（1981年）
  - 花祭（1982年）
- 時代劇スペシャル
  - ザ・ヤジキタ 菊と葵と猫のと（1982年）
  - 素浪人罷り通る 第2作「暁の死闘」（1982年） - 平井
- 同心暁蘭之介 第20話「地獄の沙汰」（1982年）
- 裸の大将放浪記 （KTV / 東阪企画）
  - 第9話「ロバが笑ったので」（1982年）
  - 第73話「清とサクランボ娘」（1995年） - 東根市市長 ※タイトルは「裸の大将」
- 暁に斬る! 第4話「忍びを愛した女」（1982年、KTV）
- 銭形平次 第878話「悪同心の野望」（1984年）
- おもいっきり探偵団 覇悪怒組 第40話「辛切警部のある決断!」（1987年） - 警視総監
- じゃあまん探偵団 魔隣組 第13話「ゲンタのスチャラカ社員」（1988年） - 栄光産業社長
- コーチ 第12話（1996年） - 伍代物産社長

#### NET→ANB
- アスファルトジャングル（1965年）
- 特別機動捜査隊
  - 第187話「おっ母さん」（1965年）
  - 第765話「ダイナマイトとダリヤの花」（1976年）
- ライオン女性劇場 / 愛のうず潮（1968年）
- 宮本武蔵（1970年 - 1971年）
- 非情のライセンス
  - 第1シリーズ（1973年）
  - 第2シリーズ（1975年）
  - 第3シリーズ（1980年）
- ザ・ボディガード 第13話「裁かれる愛」（1974年）
- 破れ傘刀舟悪人狩り 第21話「口八丁仁義」（1975年） - 大内典膳
- スーパー戦隊シリーズ
  - 秘密戦隊ゴレンジャー 第28話「赤い大噴火!地底基地に潜入せよ」（1975年）- 吉野博士
  - ジャッカー電撃隊 第28話「ぼくの秘密!ポケットの中の宇宙怪物」（1977年）- 杉山博士
  - 高速戦隊ターボレンジャー 第16話「射てVターボバズーカ」（1989年） - 森の猟師
- がんばれ!!ロボコン 第118話「メデタリヤ!ロボコン村は花ざかり!!」（1977年） - 医者
- 新幹線公安官 第1シリーズ（1977年）
- 達磨大助事件帳 第4話「待っていた女」（1977年）
- 若さま侍捕物帳 第12話「参上!! 女岡っ引」（1978年）
- ザ・スペシャル / 密約（1978年）
- 土曜ワイド劇場
  - 0計画を阻止せよ（1979年）
  - 歪んだ星座 受験戦争連続殺人（1979年）
  - 帝銀事件 大量殺人・獄中32年の死刑囚（1980年）
  - 怪奇! 金色の眼の少女（1980年）
  - 松本清張の危険な斜面（1982年）
  - 松本清張の葦の浮船（1984年）
- 月曜劇場 / 祭が終ったとき（1979年）
- 特捜最前線
  - 第141話「脱走爆弾犯を見た女!」（1979年）
  - 第300話「鏡の中の女!」（1983年）
  - 第359話「哀・弾丸・愛 7人の刑事たち!」（1984年）
  - 第360話「哀・弾丸・愛II 7人の刑事たち!」（1984年）
- 西部警察シリーズ
  - 西部警察 第27話「傷だらけの白衣」（1980年） - 城西病院・院長
  - 西部警察 PART-II
    - 第2話「大都会に舞う男」（1982年）
    - 第14話「男たちの絆」（1982年） - 大日本銀行支店長
    - 第40話「ペガサスの牙」（1983年） - 森山弁護士

  - 西部警察 PART-III
    - 第33話「仙台爆破計画 -宮城・後篇-」（1983年） - 橋爪（エンドーチェーン専務）
    - 第53話「眼には眼を」（1984年） - 日栄化学・柳田専務
    - 第57話「5分間の逆転」（1984年） - 東京モノレール・菊池総務部長
    - 第66話「たった一人の挑戦」（1984年） - 東部署・刑事係長
    - 第70話「大門死す!!! 男達よ永遠に…」（1984年） - 警視庁幹部
- 走れ!熱血刑事 第4話「テニスコートの銃声」（1980年）
- ゴールデン劇場 / 虹子の冒険 第3話「よせばいいのに」（1980年）
- ザ・ハングマンシリーズ（ABC）
  - ザ・ハングマン（1981年）
  - ザ・ハングマンII（1982年）
  - 新ハングマン 第8話（1983年） - 北村総業会長
  - ザ・ハングマン4（1984年）
- 警視庁殺人課（1981年）
- ドラマ・人間 第1話「名古屋・女子大生誘拐殺人事件」（1981年）
- 文吾捕物帳 第9話「赤い殺意の女」（1981年）
- 必殺シリーズ
  - 必殺仕置人 第25話「能なしカラス爪をトグ」（1973年） - 小沼土佐守
  - 必殺仕事人III 第7話「捨て子をされたのは三味線屋の勇次」（1982年） - 棹屋
  - 必殺仕事人IV 第5話「お加代 十里早駆けに挑戦する」（1983年） - 伏見屋茂兵衛
- 月曜ワイド劇場 / 深川通り魔殺人事件（1983年）
- メタルヒーローシリーズ
  - 宇宙刑事シャイダー 第20話「不思議ソング」（1984年） - 総理大臣
  - 特警ウインスペクター 第23話「父のマンガはがき」（1990年） - 石野所長
  - 特救指令ソルブレイン 第12話「誕生! 新ドーザー」（1991年） - 岡島三郎
- 私鉄沿線97分署 第1話「プレハブだからSOS!!」（1984年）
- はぐれ刑事純情派（1988年）
- ゴリラ・警視庁捜査第8班（1990年）
- 代表取締役刑事（1991年）
- 不思議な幻燈館 第16話「平穏な日々の破片…」（1991年）
- さすらい刑事旅情編IV（1992年）
- 燃えろ!!ロボコン 第15話「友情とあんパンの選択」（1999年） - パン屋主人

#### 12ch→TX
- 江戸川乱歩シリーズ 明智小五郎 第14話「人喰い人間 化人幻戯より」（1970年）
- 絵島生島（1971年） - 新井白石
- ぐるぐるメダマン 第2話「おバケを愛して」（1976年） - 社長
- 大江戸捜査網
  - 第259話「密室殺人事件」（1976年）
  - 第270話「王将に秘めた疑惑」（1976年）
  - 第286話「張り込み」（1977年）
  - 第351話「女義賊 怒りの逆襲」（1978年）
  - 第371話「笑いを売る謎の男」（1978年）
  - 第387話「白頭巾参上 辻斬り大追跡」（1979年）
  - 第399話「鉄火芸者涙の情け肌」（1979年）
  - 第412話「島帰りの父・涙の絶唱」（1979年）
  - 第421話「人質救出 甦る父娘の絆」（1979年）
  - 第428話「運命に泣く親子の慕情」（1980年）
  - 第456話「娘魚屋五万石の涙」（1980年）
  - 第472話「悪夢に怯える女」（1980年）
  - 第493話「荒海を斬る隠密同心」（1981年）
  - 第506話「荒野に散った夫婦花」（1981年）
  - 第515話「新太郎出産騒動 右ひだり」（1981年）
  - 第562話「おんな武士道 赤い暗殺網」（1982年）
  - 第592話「少年が襲う! 横浜無宿人狩り」（1983年）
  - 第635話「凍る夜 殺人者は眠らない」（1984年） - 山田国之助
- スパイダーマン 第1話「復讐の時は来たれり! 撃て鉄十字団!!」（1978年） - 藤田博士
- 12時間超ワイドドラマ
  - それからの武蔵（1981年）
  - 海にかける虹～山本五十六と日本海軍（1983年）

### 映画
- 東京湾炎上（1975年、東宝） - 防衛庁長官[4]
- 男はつらいよ 翔んでる寅次郎（1979年、松竹）
- 最も危険な遊戯（1978年、東映） - 南条信隆
- スーパーGUNレディ ワニ分署（1979年、にっかつ） - 田島文造
- 軽井沢夫人（1982年、にっかつ） - 頭取
- 密約 外務省機密漏洩事件（1988年、オフィス・ヘンミ） - 通信社論説委員
- 青空に一番近い場所（1994年、サードステージ＝東京テアトル） - 校長先生

### Vシネマ
- 令嬢流されて（1991年、日本ビデオ映画）